# نیدهام ۲۷۹۰
سیارک ۲۷۹۰ (به انگلیسی: 2790 Needham، نامگذاری:1965UU1) دو هزار و هفتصد و نودمین سیارک کشف شده‌است که در ۱۹ اکتبر ۱۹۶۵ کشف شد.
قدر مطلق سیارک برابر ۱۲٫۸۰ است.